# Lars P. Gammelgaard
Lars Peter Gammelgaard (* 9. Februar 1945 in Aarhus; † 11. Februar 1994) war ein dänischer Politiker der Konservative Folkeparti. 

## Leben
Gammelgaard war im Besitze eines Abschlusses als cand.scient.pol. Bereits als Student war er in der Konservative Folkeparti in Aarhus aktiv. Ab 1979 war er Mitglied des Folketings und zwischen 1989 und 1993 Vorsitzender der Folketingsgruppe seiner Partei. Zwischen 1986 und 1989 war er Mitglied des Wohnungsausschusses, zwischen 1989 und 1993 Mitglied des sicherheitspolitischen Ausschusses. Zwischen 1986 und 1989 war er Fischereiminister in den Regierungen Schlüter I, II, III, zusätzlich war er von 1987 bis 1988 Minister für nordische Zusammenarbeit.

## Werke
- Århus-konservatismen 100 år (als Herausgeber)